# Italiaans voetbalkampioenschap 1908
Het Italiaans voetbalkampioenschap 1908 was het elfde kampioenschap (Scudetto) van Italië. Recordkampioen Genoa CFC, verdedigend kampioen Milan Cricket & Football Club en vicekampioen FC Torino namen niet deel aan het kampioenschap omdat de bond het opstellen van buitenlandse spelers verbood en deze drie clubs erg buitenlands getint waren in hun beginjaren. Pro Vercelli nam voor het eerst deel en werd meteen kampioen. Het was ook de eerste keer dat een team van buiten Milaan, Genua of Turijn meedeed.

## Kwalificatie

### Piëmont
Gespeeld op 1 en 8 maart
| Team #1      | Tot.  | Team #2  | 1ste wed | 2de wed |
| ------------ | ----- | -------- | -------- | ------- |
| Pro Vercelli | 3 - 1 | Juventus | 1 - 1    | 2 - 0   |

### Lombardije
US Milanese was het enige deelnemende team.

### Ligurië
Andrea Doria Genua was het enige deelnemende team.

## Finaleronde
| Team #1      | Res.  | Team #2      |
| ------------ | ----- | ------------ |
| US Milanese  | 5 - 1 | Andrea Doria |
| Pro Vercelli | 0 - 0 | US Milanese  |
| Andrea Doria | 1 - 2 | Pro Vercelli |
| Pro Vercelli | 1 - 1 | Andrea Doria |
| US Milanese  | 0 - 1 | Pro Vercelli |
| Andrea Doria | 1 - 2 | US Milanese  |

|    | Team         | Ptn | Wed | W | G | V | DV | DS | +/− | Opmerking |
| -- | ------------ | --- | --- | - | - | - | -- | -- | --- | --------- |
| 1. | Pro Vercelli | 6   | 4   | 2 | 2 | 0 | 4  | 2  | +2  | Kampioen  |
| 2. | US Milanese  | 5   | 4   | 2 | 1 | 1 | 7  | 3  | +4  |           |
| 3. | Andrea Doria | 1   | 4   | 0 | 1 | 3 | 4  | 10 | −6  |           |

## Winnend team
- Innocenti
- Binaschi
- Giuseppe Servetto
- Ara
- Milano I
- Leone I
- Milano II
- Bertinetti
- V. Fresia
- Annibale Visconti
- Rampini I
- Sassi viel in.

Scudetto:
1898 ·
1899 ·
1900 ·
1901 ·
1902 ·
1903 ·
1904 ·
1905 ·
1906 ·
1907 ·
1908 ·
1909 ·
1909/10 ·
1910/11 ·
1911/12 ·
1912/13 ·
1913/14 ·
1914/15 ·
1915/16 · 1916/17 · 1917/18 · 1918/19 · 
1919/20 ·
1920/21 ·
1921/22 ·
1922/23 ·
1923/24 ·
1924/25 ·
1925/26 ·
1926/27 ·
1927/28 ·
1928/29

Serie A:
1929/30 ·
1930/31 ·
1931/32 ·
1932/33 ·
1933/34 ·
1934/35 ·
1935/36 ·
1936/37 ·
1937/38 ·
1938/39 ·
1939/40 ·
1940/41 ·
1941/42 ·
1942/43 ·
1944/45 ·
1945/46 ·
1946/47 ·
1947/48 ·
1948/49 ·
1949/50 ·
1950/51 ·
1951/52 ·
1952/53 ·
1953/54 ·
1954/55 ·
1955/56 ·
1956/57 ·
1957/58 ·
1958/59 ·
1959/60 ·
1960/61 ·
1961/62 ·
1962/63 ·
1963/64 ·
1964/65 ·
1965/66 ·
1966/67 ·
1967/68 ·
1968/69 ·
1969/70 ·
1970/71 ·
1971/72 ·
1972/73 ·
1973/74 ·
1974/75 ·
1975/76 ·
1976/77 ·
1977/78 ·
1978/79 ·
1979/80 ·
1980/81 ·
1981/82 ·
1982/83 ·
1983/84 ·
1984/85 ·
1985/86 ·
1986/87 ·
1987/88 ·
1988/89 ·
1989/90 ·
1990/91 ·
1991/92 ·
1992/93 ·
1993/94 ·
1994/95 ·
1995/96 ·
1996/97 ·
1997/98 ·
1998/99 ·
1999/00 ·
2000/01 ·
2001/02 ·
2002/03 ·
2003/04 ·
2004/05 ·
2005/06 ·
2006/07 ·
2007/08 ·
2008/09 ·
2009/10 ·
2010/11 ·
2011/12 ·
2012/13 ·
2013/14 ·
2014/15 ·
2015/16 ·
2016/17 .
2017/18 ·
2018/19 ·
2019/20 ·
2020/21 ·
2021/22 ·
2022/23 ·
2023/24 .
2024/25